# Saint-Sulpice (Nièvre)
Saint-Sulpice település Franciaországban, Nièvre megyében. Lakosainak száma 418 fő (2022. január 1.). Saint-Sulpice Saint-Benin-des-Bois, Saint-Firmin, Bona, Montigny-aux-Amognes, Nolay, Saint-Jean-aux-Amognes és Vaux d’Amognes községekkel határos.

## Népesség
A település népessége az elmúlt években az alábbi módon változott:
| Lakosok száma | 436  | 415  | 416  | 399  | 406  | 413  | 420  | 418  | 418  |
|               | 2013 | 2015 | 2016 | 2017 | 2018 | 2019 | 2020 | 2021 | 2022 |